# Plaine du Gri
La plaine du Gri (en arabe : سهل ڨري, en tamazight : igeri - ⵉⴳⵔⵉ) est un bassin céréalier riche et très fertile, considérée comme l'une des principales plaines agricoles de l'Oranie.
Elle est située dans la wilaya de Relizane, exactement à l'est de Sidi M'Hamed Ben Ali ,,

## Géographie
La plaine du Gri est située à 301 m d'altitude au milieu des hauteurs du Dahra formée par des terres fortes, argileuses mais très fertiles. la quasi-totalité de sa superficie se trouve sur le territoire de la commune de Sidi M'Hamed Ben Ali avec une extension considérable au nord vers la commune de Taougrite, elle est également adjacente aux communes de Ain Merane, Mazouna et Mediouna,

### Hydrographie
La plaine est traversée par l'oued Gri qui coule dans une dépression des marnes helvetiennes, il représente un affluent principal pour l'oued Kramis.

## Toponymie
Gri est dérivé du mot berbère Igeri (en tamazight : igeri ⵉⴳⵔⵉ , en écriture libyque : GR ⴳⵔ) qui signifie champ de blé,.
Igeri est aussi le nom médiéval de la ville antique Timici qui domine cette plaine, citée par ibn Khaldun comme une ville en ruine construite par Deloul Ibn Hammad le prince des Maghila.

## Production
La production est relativement diversifiée entre le blé, la farine et les légumineuses comme les lentilles et les pois chiches. On y trouve également d'autres cultures moins importantes, telles que la culture des fruits, des légumes verts et d'arbres fruitiers.

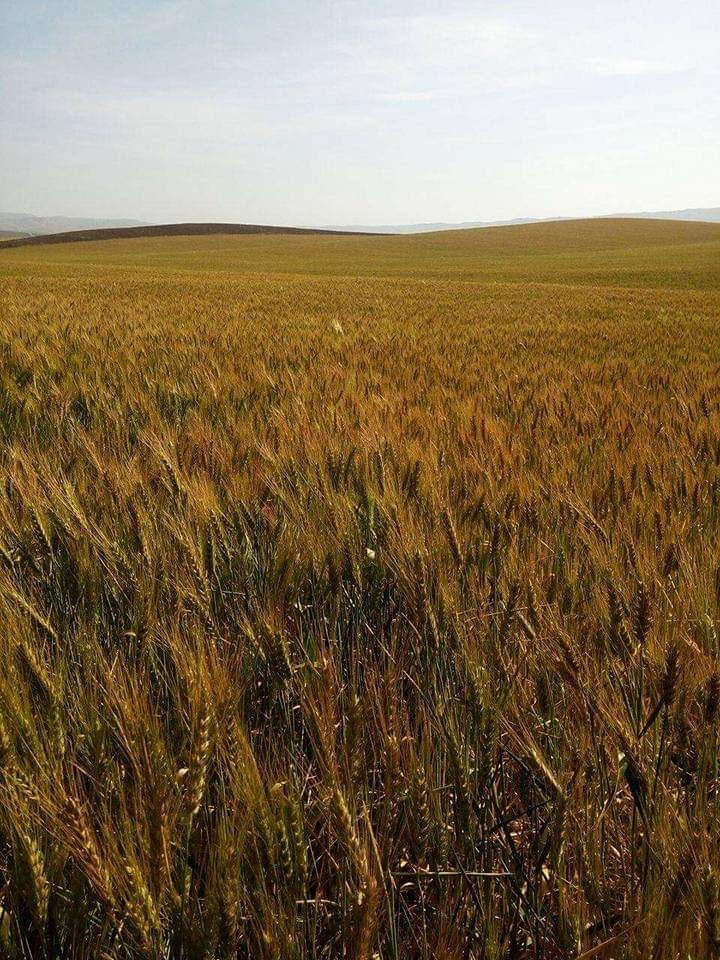
Plaine du Gri - Récoltes

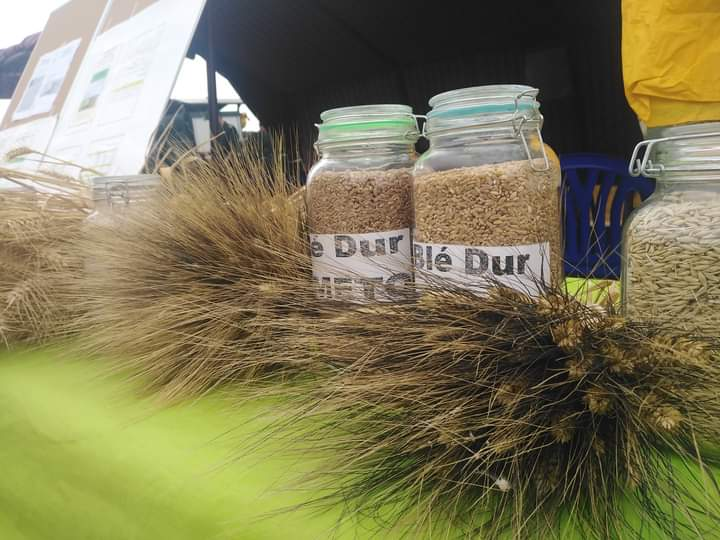
Plaine du Gri - Récoltes

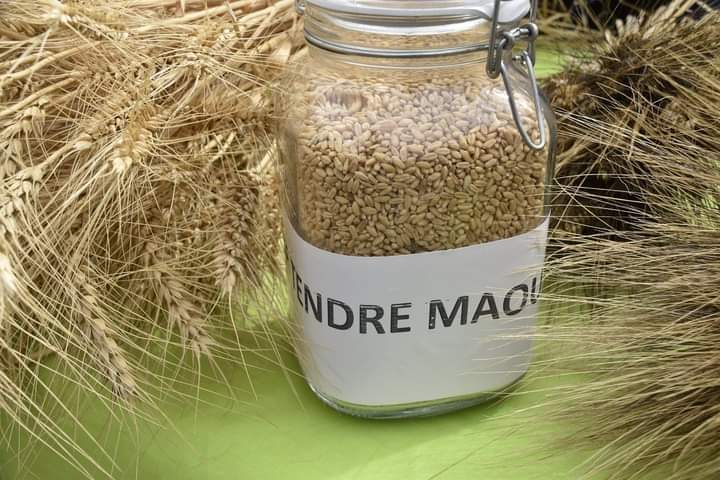
Plaine du Gri - Récoltes

## Histoire
Aux premières nouvelles de la révolte de Boumaza, la garnison d'Orléansville (Chlef actuellement) est désormais sous le commandement du colonel Saint-Arnaud. Le 14 avril 1845 elle a rencontré les forces de Boumaza à Al-Sebehha. Le shérif avait établi son camp sur une hauteur derrière laquelle s'attendait la plaine du Gri, ses cavaliers et ses fantassins kabyles étaient bien disposées, avec de la cavalerie au sommet du mamelon, les fantassins le long de ses flancs. Au milieu un grand étendard rouge se balançait en signe de défi. Le colonel a immédiatement pris des dispositions pour l'attaque et lança un escadron des spahis pour enlever le mamelon. Les cavaliers de Boumaza prirent la fuite après avoir déchargé leurs fusils, ses fantassins poursuivis vivement dans la plaine du Gri perdirent beaucoup d'hommes.
Ce premier revers ne découragea pas le chérif et ne parut pas l'affaiblir. Il dit aux Arabes que Dieu avait voulu les éprouver. Il leur ordonna de se purifier par la prière et leur promit que la victoire ne pouvait manquer à la saine cause.